# 波爾塔瓦 (盧甘斯克州)
49°37′27″N 38°7′13″E / 49.62417°N 38.12028°E
波爾塔瓦（烏克蘭語：Полтава）是位於烏克蘭東部的村莊，由盧甘斯克州斯瓦托韋區的下杜萬卡市鎮負責管轄。該村始建於1950年，面積0.63平方公里，海拔高度83米，2001年人口160，人口密度每平方公里255.6人。